# موكب حق المرأة في الاقتراع لعام 1913

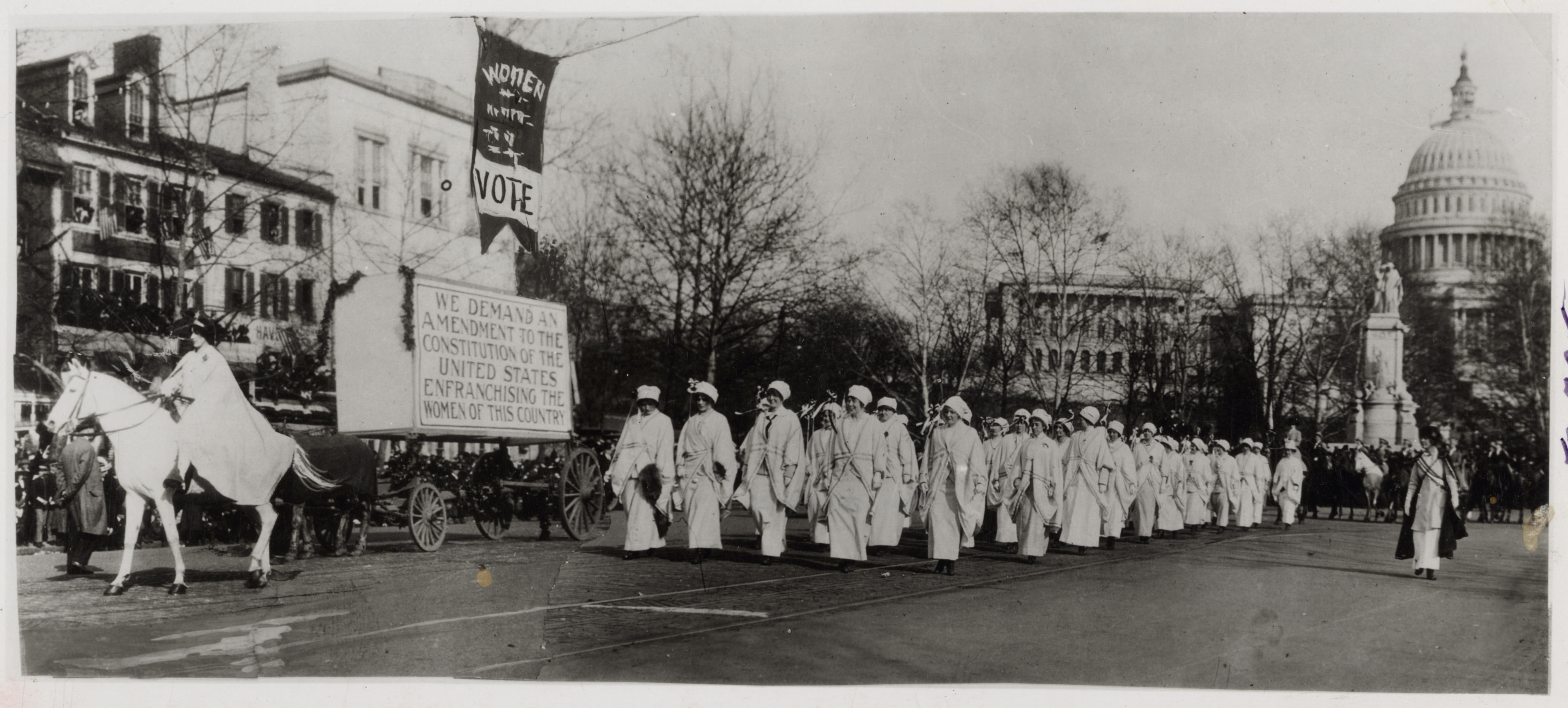

كان موكب حق المرأة في الاقتراع في عام 1913، أول موكب لحق الاقتراع في واشنطن العاصمة، وكان أيضًا أول مسيرة كبيرة منظمة في واشنطن، لأغراض سياسية. نُظِّمت المسيرة من قبل أليس بول ولوسي بيرنز–المناديتان بمنح المرأة حق الاقتراع– لصالح الرابطة الوطنية الأمريكية لحق المرأة في الاقتراع (إن أ. دبليو إس أ.). التقيتا في بريطانيا حيث شاركتا في أنشطة الاتحاد الاجتماعي والسياسي للمرأة (دبليو إس بي يو) ثم التقيتا مجددًا في الولايات المتحدة. بدأ التخطيط لهذا الحدث في واشنطن في ديسمبر في عام 1912. تجسد غرض العرض –المنصوص عليه في برنامجه الرسمي– بتنظيم مسيرة احتجاجية على التنظيم السياسي الحالي للمجتمع الذي تُستبعد منه النساء.
هددت مسألة مشاركة السود في المسيرة بالتسبب في خلاف مع وفود الولايات الجنوبية قبل الحدث. ذهب بعض السود بمسيرة مع وفود الدولة. فُصلت مجموعة من جامعة هوارد بالقرب من الجزء الخلفي من العرض. تراوحت أعداد المشاركين بين 5000 و10000 مشارك. سار المنادون والمؤيدون في شارع بنسلفانيا يوم الاثنين 3 مارس في عام 1913، أي قبل يوم من تنصيب الرئيس وودرو ويلسون. اختارت أليس بول المكان والتاريخ لزيادة الدعاية إلى الحد الأقصى، ولكنها واجهت مقاومة من قسم شرطة العاصمة.
تألفت المظاهرة من موكب بعربات ذات منصة وفرق الاستعراضية ومجموعات مختلفة تمثل النساء في المنزل وفي المدرسة وفي مكان العمل. أُطلق مهرجان اللوحات التوضيحية في مبنى الخزانة أثناء الموكب. كان الحدث الأخير عبارة عن تجمع في قاعة ميموريال كونتيننتال مع متحدثين بارزين، بمن فيهم آنا هاورد شو وهيلين كيلر.
فشلت شرطة المقاطعة في إبعاد الحشد الهائل عن الشارع خلال الموكب، مما أعاق تقدم المتظاهرين. تعرض العديد من المشاركين لإزعاجات المتفرجين على الرغم من وجود العديد من المؤيدين. قُدمت المساعدة إلى المشاركين في المسيرات أخيرًا من قبل مجموعات من المواطنين، ومن سلاح الفرسان أخيرًا. طُلِبت الشرطة إلى تحقيق في الكونغرس بسبب إخفاقات أمنية. كان الحدث هو أول حملة لبول لإعادة تركيز حركة الاقتراع في الحصول على تعديل دستوري وطني لحق المرأة في الاقتراع. ضغط الشعب على الرئيس ويلسون لدعم التعديل وبقي مقاومًا لمطالبهم لمدة طويلة.

## العنصرية المناهضة للسود
ساهمت حركة الاقتراع للمرأة، التي قادتها نساء بارزات مثل سوزان ب. أنتوني وإليزابيث كادي ستانتون في القرن التاسع عشر، في حركة إلغاء العبودية، وتلاشى هدف أنتوني المتمثل في الاقتراع العام، بسبب عنصرية شبه عالمية في الولايات المتحدة مع بزوغ فجر القرن العشرين. اعتقد أصحاب حق الاقتراع في وقت سابق بإمكانية ربط المسألتين، إلا أنه لم ينجح هذا الاعتقاد بسبب إقرار التعديل الرابع عشر والتعديل الخامس عشر، بفرض تقسيم بين حقوق الأمريكيين من أصل أفريقي وحقوق المرأة في التصويت. تبنت الرابطة الوطنية الأمريكية لحق المرأة في الاقتراع رسميًا في عام 1903 منهاج حقوق الولايات الذي كان يهدف إلى تهدئة مجموعات الاقتراع الجنوبية للولايات المتحدة، وإدخالها في إطاره. كانت أنتوني وكاري تشابمان كات وآنا هوارد شو، من بين الموقعات على البيان. ألغى هذا المنبر بشكل أساسي قضية حقوق السود، وأقر بأن الرابطة الوطنية الأمريكية لحق المرأة في الاقتراع تعتبر حق المرأة البيضاء في التصويت هو الهدف الأساسي للمنظمة.
انتشر التمييز في جميع أنحاء البلاد وداخل منظمات مثل الرابطة الوطنية الأمريكية لحق المرأة في الاقتراع. شكل السود مجموعات نشطاء خاصة بهم، للقتال من أجل حقوقهم المتساوية. تلقى الكثير منهم تعليماً جامعياً واستاؤوا من استبعادهم من السلطة السياسية. سقطت الذكرى السنوية الخمسون لإعلان التحرر الذي أصدره الرئيس أبراهام لنكولن في عام 1863 أيضًا في عام 1913، مما منحهم حافزًا إضافيًا للمشاركة في موكب الاقتراع. طلبت مجموعتان من جامعة هوارد (أخوية ديلتا ألفا التابعة لأخوية دلتا سيغما ثيتا) الانضمام، وخصصتهما بول لقسم الكلية في العرض، حيث خططت هي وبيرنز للمسيرة. شملت مجموعة جامعة هوارد الرئيسة السابقة للرابطة الوطنية للأندية النسائية الملونة ماري تشيرش تيريل. 

## الموكب

### الفشل الأمني
حُدد وقت انطلاق الموكب والمجموعات الفنية في مبنى الخزانة في وقت واحد في الساعة 3 مساءً، ولكن لم يُسمع صوت بوق الفرقة الاستعراضية الذي بدأ الموكب حتى الساعة 3:25 مساءً. كانت هناك عدة سيارات مرافقة للشرطة وستة ضباط مثبتين على شكل إسفين. أُغلق الطريق بالكامل بحلول الوقت الذي وصل فيه الموكب إلى الشارع الخامس. انتشرت قوات الشرطة داخل الحشد. استُخدمت المنادية بحق اقتراع النساء ميلهولاند وأخريات على ظهور الخيل، للمساعدة في صد الحشود، وجلبت بول وبيرنز وأعضاء آخرون في اللجنة بضع سيارات إلى المقدمة للمساعدة في إنشاء ممر للموكب. لم تفعل الشرطة سوى القليل لفتح طريق العرض حيث طلب الكونجرس تنفيذ ذلك. تمكن جنود سلاح الفرسان من الوصول إلى الموكب في النهاية وأمّنوا بدء الموكب واستمراره.
احتشد المتفرجون من الذكور والإناث في الشارع رغم تفوق عدد الرجال على النساء. كان هناك معارضون وأنصار على حد سواء، وهُدَّد موكب بورلسون ونساء أخريات في الموكب خاصة من خلال الهتافات المعادية. نشرت صحيفة إيفنينغ ستار (واشنطن) مراجعة تسلط الضوء على الردود الإيجابية على الموكب والمسابقة. أدى تزاحم الناس الوحشي إلى بعض الإصابات، فعولج أكثر من 200 شخص من الإصابات في المستشفيات المحلية. تعاطفت بول لاحقًا مع رجال الشرطة واعترفت أنه كان مغلوب على أمرهم، ولم يُكلّفوا جميعهم بمراقبة الموكب، ولكنها سرعان ما غيرت موقفها من أجل زيادة الدعاية لقضيتها.
بدأ أشخاص آخرون بالمساعدة في السيطرة على الحشود قبل وصول سلاح الفرسان. أجبر المتظاهرون في بعض الأحيان على السير في رتل واحد للمضي قدمًا. ساعد الكشافة مع الهراوات في دفع المتفرجين. وأظهرت مجموعة من الجنود الأسلحة لردع الناس. تدخل بعض السود الذين كانوا يقودون العوامات للمساعدة. وتدخل حرس ماساتشوستس وبنسلفانيا الوطني أيضًا. أنشأ الشباب من كلية ماريلاند الزراعية حاجزًا بشريًا يحمي النساء من الحشد الغاضب، ويساعدهن على التقدم إلى مقصدهن.

### التجمع في قاعة كونتيننتال
شملت المرحلة الأخيرة من الموكب اجتماعًا في قاعة ميموريال كونتيننتال (جزء جديد من قاعة دار الدستورية الموسعة). كانت المتحدثات آنا هوارد شاو وكاري تشابمان كات وماري جونستون وهيلين آدمز كيلر. صرحت شاو بما يخص فشل الشرطة في الحماية أنها كانت تخجل من رأس المال الوطني لكنها أشادت بالمسيرات. أدركت أيضًا أنه بإمكانهم استخدام الدعاية عن إخفاقات الشرطة لصالح ميزة حق الاقتراع. استخدم بلاتش فشلًا أمنيًا مشابهًا في نيويورك في عام 1912 لصالح المنادين بحق الاقتراع.